# Gawn-Piedmont-Gletscher
Der Gawn-Piedmont-Gletscher (englisch Gawn Ice Piedmont) ist ein Vorlandgletscher in der antarktischen Ross Dependency. An der Hillary-Küste besetzt er die dem Ross-Schelfeis angrenzende Ebene zwischen den Mündungen des Darwin- und dem Byrd-Gletscher.
Die sogenannte Darwin-Gletscher-Mannschaft der Commonwealth Trans-Antarctic Expedition (1955–1958) benannte ihn nach John Edward Gawn (1917–1988), der während der Forschungsreise als Funker auf der Scott Base tätig war.